# Sabtoana
Sabtoana est une localité située dans le département de Komsilga de la province du Kadiogo dans la région Centre au Burkina Faso. En 2006, cette localité comptait 645 habitants dont 54,4 % de femmes.

## Santé et éducation
Le centre de soins le plus proche de Sabtoana est le centre de santé et de promotion sociale (CSPS) de Komsilga tandis que le centre médical avec antenne chirurgicale (CMA) du secteur se trouve à Pissy, quartier de Ouagadougou.
Le village possède ne possède pas d'école primaire, mais accueille en revanche un centre populaire de loisir.